# دون براكن
دون براكن (بالإنجليزية: Don Bracken) هو لاعب كرة قدم أمريكية أمريكي، ولد في 16 فبراير 1962 في كوالينغا في الولايات المتحدة، وتوفي في 30 أكتوبر 2014 في بيلينغز في الولايات المتحدة.

## وصلات خارجية
- دون براكن على موقع مرجع كرة القدم المحترفة.كوم (الإنجليزية)